# Bhalchour
Bhalchour – gaun wikas samiti w zachodniej części Nepalu w strefie Rapti w dystrykcie Salyan. Według nepalskiego spisu powszechnego z 2011 roku liczył on 1285 gospodarstw domowych i 7076 mieszkańców (3570 kobiet i 3506 mężczyzn).